# 下方弥三郎
下方 弥三郎（しもかた やさぶろう）は、戦国時代の武将。織田氏の家臣。

## 生涯
織田信長の家臣・下方貞清の子と伝わる。信忠の小姓として仕え、天正10年（1582年）6月2日の本能寺の変の際も信忠と共に二条新御所にあった。弥三郎は明智光秀軍相手に奮戦して左足を負傷し、脇腹をやられて腸がはみ出していた。その姿を見た信忠は「勇鋭と言うべし。今生で恩賞を与える事はかなわぬが、願わくば来世において授けようぞ」と述べたという（『士林泝洄』3）。
信忠の言葉に弥三郎は感激し、笑いながら敵中に駈け出して討死した。